# Mustafa Kocyigit
Mustafa Kocyigit (* 9. März 2001) ist ein österreichischer Fußballspieler.

## Karriere

### Verein
Kocyigit begann seine Karriere beim FK Austria Wien. Im April 2014 wechselte er in die Jugend des SK Rapid Wien, bei dem er ab der Saison 2015/16 auch in der Akademie spielte. Im Juni 2019 debütierte er gegen den FC Admira Wacker Mödling II für die Amateure der Wiener in der Regionalliga. Dies blieb sein einziger Saisoneinsatz für die Amateure.
In der Saison 2019/20 kam er bis zum Saisonabbruch zu acht Regionalligaeinsätzen, in denen er zwei Tore erzielte. Zu Saisonende stieg er mit Rapid II in die 2. Liga auf. Sein Debüt in der zweithöchsten Spielklasse gab er im September 2020, als er am ersten Spieltag der Saison 2020/21 gegen den FC Liefering in der Startelf stand. Insgesamt kam er für Rapid II zu 20 Zweitligaeinsätzen, ehe er mit dem Team 2023 wieder in die Ostliga abstieg. Daraufhin verließ er Rapid nach der Saison 2022/23.
Nach einem halben Jahr ohne Verein wechselte er im Februar 2024 zum Regionalligisten FC Mauerwerk.

### Nationalmannschaft
Kocyigit spielte im Juni 2016 erstmals für eine österreichische Jugendnationalauswahl. Im September 2017 absolvierte er gegen Belgien sein einziges Spiel für die U-17-Auswahl. Zwischen Oktober 2018 und März 2019 kam er zu vier Einsätzen für die U-18-Mannschaft. Im Februar 2020 debütierte er gegen Kroatien für das U-19-Team.